# Dániel Tőzsér
Dániel Tőzsér (Szolnok, 12 maggio 1985) è un ex calciatore ungherese, di ruolo centrocampista.

## Caratteristiche tecniche
È un mediano di interdizione, ma con il suo piede sinistro è, con il passare del tempo, diventato molto abile nel calciare punizioni e calci d'angolo.

## Carriera

### Club
Ha iniziato la propria carriera nelle giovanili del Debrecen durante la stagione 2002/2003; successivamente passò ai turchi del Galatasaray, per poi tornare in Ungheria l'anno dopo nel Ferencváros esordendo tra i professionisti.
Nel 2006 passa ai greci dell'AEK Atene con i quali nella stagione 2006/2007 ha collezionato anche alcune presenze in Champions League.
Nell'estate 2008 la società greca lo cede a titolo definitivo ai belgi del Genk, dove trova il connazionale Balázs Tóth.

#### Genoa
A febbraio 2012 viene acquistato a titolo definitivo dal Genoa, tuttavia il centrocampista ungherese terminerà la stagione con il Koninklijke Racing Club Genk (comunemente detto "Genk") per poi trasferirsi in Italia nel luglio 2012.
Fa il suo esordio in maglia rossoblù il 26 agosto 2012 in occasione della gara casalinga vinta 2-0 contro il Cagliari subentrando a Felipe Seymour.
Il suo debutto da titolare avviene la domenica successiva in occasione della partita disputata dal Genoa in casa del Catania, terminata 3-2 in favore degli etnei.
Nella stagione 2013-2014 riceve la sua prima convocazione per la gara del 3 novembre contro la Lazio allo stadio Olimpico di Roma, partita 0-2 in favore dei rossoblu.
In questa annata non gioca neanche una partita, non venendo mai messo in campo dall'allenatore Gian Piero Gasperini.

#### Watford
Il 29 gennaio 2014 passa in prestito al Watford, squadra che milita nella Football League Championship, la seconda serie inglese. Debutta con la squadra londinese il 2 febbraio 2014, giocando tutti i 90 minuti in occasione del successo per 2-0 contro il Brighton. Qui, sotto la guida del tecnico italiano Giuseppe Sannino, si rende protagonista di una buona stagione, raccogliendo 20 presenze in campionato. A fine stagione, terminato il prestito, rientra al Genoa.
Il 5 luglio 2014 il Parma comunica di aver acquisito Tőzsér a titolo definitivo dal Genoa nell'operazione che ha portato con la stessa formula Aleandro Rosi tra le file dei grifoni.
Il 7 luglio torna in prestito biennale al Watford, continuando così la sua militanza negli Hornets.
Al termine della stagione, dopo il fallimento del Parma, rimane svincolato.

#### QPR
Il 29 agosto 2015 viene acquistato dal QPR compagine militante nel campionato di Championship.

### Nazionale
Dal 2005 fino al 2011 e successivamente dal 2014 viene convocato nella nazionale maggiore, il 13 ottobre 2007 segna il suo unico gol in nazionale nella partita casalinga contro nazionale maltese durante le Qualificazioni agli Europei del 2008, partita vinta con il 2-0.

## Statistiche

### Presenze e reti nei club
Statistiche aggiornate al 1º agosto 2019.
| Stagione            | Squadra             | Campionato          | Campionato | Campionato | Coppe nazionali | Coppe nazionali | Coppe nazionali | Coppe continentali | Coppe continentali | Coppe continentali | Altre coppe | Altre coppe | Altre coppe | Totale | Totale |
| Stagione            | Squadra             | Comp                | Pres       | Reti       | Comp            | Pres            | Reti            | Comp               | Pres               | Reti               | Comp        | Pres        | Reti        | Pres   | Reti   |
| ------------------- | ------------------- | ------------------- | ---------- | ---------- | --------------- | --------------- | --------------- | ------------------ | ------------------ | ------------------ | ----------- | ----------- | ----------- | ------ | ------ |
| 2004-2005           | Ferencvárosi        | NB I                | 27         | 1          | MK              | 3               | 1               | UCL+CU             | 1+6                | 0+1                | -           | -           | -           | 37     | 3      |
| 2005-2006           | Ferencvárosi        | NB I                | 27         | 2          | -               | -               | -               | CU                 | 2                  | 0                  | -           | -           | -           | 29     | 2      |
| Totale Ferencvárosi | Totale Ferencvárosi | Totale Ferencvárosi | 54         | 3          |                 | 3               | 1               |                    | 9                  | 1                  |             |             |             | 66     | 5      |
| 2006-2007           | AEK Atene           | SL                  | 23         | 2          | CG              | 0               | 0               | UCL+CU             | 8+2                | 0                  | -           | -           | -           | 33     | 2      |
| 2007-2008           | AEK Atene           | SL                  | 12+2       | 1+0        | CG              | 0               | 0               | UCL+CU             | 2+6                | 0                  | -           | -           | -           | 22     | 1      |
| Totale AEK Atene    | Totale AEK Atene    | Totale AEK Atene    | 35+2       | 3          |                 | 0               | 0               |                    | 18                 | 0                  |             |             |             | 55     | 3      |
| 2008-2009           | Genk                | JL                  | 25         | 2          | CB              | 6               | 0               | -                  | -                  | -                  | -           | -           | -           | 31     | 2      |
| 2009-2010           | Genk                | JL                  | 27+10      | 5+0        | CB              | 2               | 0               | UEL                | 2                  | 2                  | -           | -           | -           | 41     | 7      |
| 2010-2011           | Genk                | JL                  | 29+10      | 5+3        | CB              | 1               | 0               | UEL                | 4                  | 1                  | -           | -           | -           | 44     | 9      |
| 2011-2012           | Genk                | JL                  | 25+5       | 2+1        | CB              | 2               | 0               | UCL                | 10                 | 0                  | SB          | 1           | 1           | 43     | 4      |
| Totale Genk         | Totale Genk         | Totale Genk         | 106+25     | 14+4       |                 | 11              | 0               |                    | 16                 | 3                  |             | 1           | 1           | 159    | 22     |
| 2012-2013           | Genoa               | A                   | 22         | 0          | CI              | 0               | 0               | -                  | -                  | -                  | -           | -           | -           | 22     | 0      |
| 2013-gen. 2014      | Genoa               | A                   | 0          | 0          | CI              | 0               | 0               | -                  | -                  | -                  | -           | -           | -           | 0      | 0      |
| Totale Genoa        | Totale Genoa        | Totale Genoa        | 22         | 0          |                 | 0               | 0               |                    |                    |                    |             |             |             | 22     | 0      |
| gen.-giu. 2014      | Watford             | FLC                 | 20         | 0          | FACup+CdL       | 0+0             | 0               | -                  | -                  | -                  | -           | -           | -           | 20     | 0      |
| 2014-2015           | Watford             | FLC                 | 45         | 5          | FACup+CdL       | 1+0             | 0               | -                  | -                  | -                  | -           | -           | -           | 46     | 5      |
| Totale Watford      | Totale Watford      | Totale Watford      | 65         | 5          |                 | 1               | 0               |                    |                    |                    |             |             |             | 66     | 5      |
| 2015-2016           | QPR                 | FLC                 | 16         | 1          | FACup+CdL       | 1+0             | 0+0             | -                  | -                  | -                  | -           | -           | -           | 17     | 1      |
| 2016-2017           | Debrecen            | NB I                | 24         | 4          | MK              | 1               | 0               | UEL                | -                  | -                  | -           | -           | -           | 25     | 5      |
| 2017-2018           | Debrecen            | NBI                 | 18         | 6          | MK              | 1               | 0               | -                  | -                  | -                  | -           | -           | -           | 19     | 6      |
| 2018-2019           | Debrecen            | NBI                 | 27         | 5          | MK              | 3               | 0               | -                  | -                  | -                  | -           | -           | -           | 30     | 6      |
| 2019-2020           | Debrecen            | NBI                 | -          | -          | MK              | -               | -               | UEL                | 4                  | 0                  | -           | -           | -           | 4      | 0      |
| Totale Debrecen     | Totale Debrecen     | Totale Debrecen     | 69         | 15         |                 | 5               | 0               |                    | 4                  | 0                  |             |             |             | 80     | 15     |
| Totale carriera     | Totale carriera     | Totale carriera     | 367+27     | 41+4       |                 | 21              | 1               |                    | 47                 | 4                  |             | 1           | 1           | 453    | 51     |

### Cronologia presenze e reti in Nazionale
| Cronologia completa delle presenze e delle reti in nazionale ― Ungheria | Cronologia completa delle presenze e delle reti in nazionale ― Ungheria | Cronologia completa delle presenze e delle reti in nazionale ― Ungheria | Cronologia completa delle presenze e delle reti in nazionale ― Ungheria | Cronologia completa delle presenze e delle reti in nazionale ― Ungheria | Cronologia completa delle presenze e delle reti in nazionale ― Ungheria | Cronologia completa delle presenze e delle reti in nazionale ― Ungheria | Cronologia completa delle presenze e delle reti in nazionale ― Ungheria |
| Data                                                                    | Città                                                                   | In casa                                                                 | Risultato                                                               | Ospiti                                                                  | Competizione                                                            | Reti                                                                    | Note                                                                    |
| ----------------------------------------------------------------------- | ----------------------------------------------------------------------- | ----------------------------------------------------------------------- | ----------------------------------------------------------------------- | ----------------------------------------------------------------------- | ----------------------------------------------------------------------- | ----------------------------------------------------------------------- | ----------------------------------------------------------------------- |
| 14-12-2005                                                              | Phoenix                                                                 | Messico                                                                 | 2 – 0                                                                   | Ungheria                                                                | Amichevole                                                              | -                                                                       | 66’                                                                     |
| 18-12-2005                                                              | Miami                                                                   | Antigua e Barbuda                                                       | 0 – 3                                                                   | Ungheria                                                                | Amichevole                                                              | -                                                                       |                                                                         |
| 7-2-2007                                                                | Limassol                                                                | Lettonia                                                                | 0 – 2                                                                   | Ungheria                                                                | Amichevole                                                              | -                                                                       | 90’                                                                     |
| 24-3-2007                                                               | Podgorica                                                               | Montenegro                                                              | 2 – 1                                                                   | Ungheria                                                                | Amichevole                                                              | -                                                                       |                                                                         |
| 28-3-2007                                                               | Budapest                                                                | Ungheria                                                                | 2 – 0                                                                   | Moldavia                                                                | Qual. Euro 2008                                                         | -                                                                       |                                                                         |
| 2-6-2007                                                                | Heraklio                                                                | Grecia                                                                  | 2 – 0                                                                   | Ungheria                                                                | Qual. Euro 2008                                                         | -                                                                       |                                                                         |
| 6-6-2007                                                                | Oslo                                                                    | Norvegia                                                                | 4 – 0                                                                   | Ungheria                                                                | Qual. Euro 2008                                                         | -                                                                       |                                                                         |
| 22-8-2007                                                               | Budapest                                                                | Ungheria                                                                | 3 – 1                                                                   | Italia                                                                  | Amichevole                                                              | -                                                                       | 59’                                                                     |
| 8-9-2007                                                                | Székesfehérvár                                                          | Ungheria                                                                | 1 – 0                                                                   | Bosnia ed Erzegovina                                                    | Qual. Euro 2008                                                         | -                                                                       |                                                                         |
| 13-10-2007                                                              | Budapest                                                                | Ungheria                                                                | 2 – 0                                                                   | Malta                                                                   | Qual. Euro 2008                                                         | 1                                                                       |                                                                         |
| 17-10-2007                                                              | Łódź                                                                    | Polonia                                                                 | 0 – 1                                                                   | Ungheria                                                                | Amichevole                                                              | -                                                                       | 76’                                                                     |
| 17-11-2007                                                              | Chișinău                                                                | Moldavia                                                                | 3 – 0                                                                   | Ungheria                                                                | Qual. Euro 2008                                                         | -                                                                       | 39’                                                                     |
| 21-11-2007                                                              | Budapest                                                                | Ungheria                                                                | 1 – 2                                                                   | Grecia                                                                  | Qual. Euro 2008                                                         | -                                                                       | 86’                                                                     |
| 6-2-2008                                                                | Limassol                                                                | Ungheria                                                                | 1 – 1                                                                   | Slovacchia                                                              | Amichevole                                                              | -                                                                       | 83’                                                                     |
| 26-3-2008                                                               | Budapest                                                                | Ungheria                                                                | 0 – 1                                                                   | Slovenia                                                                | Amichevole                                                              | -                                                                       | 74’                                                                     |
| 14-11-2009                                                              | Gent                                                                    | Belgio                                                                  | 3 – 0                                                                   | Ungheria                                                                | Amichevole                                                              | -                                                                       | 64’                                                                     |
| 3-3-2010                                                                | Győr                                                                    | Ungheria                                                                | 1 – 1                                                                   | Russia                                                                  | Amichevole                                                              | -                                                                       | 46’                                                                     |
| 29-5-2010                                                               | Budapest                                                                | Ungheria                                                                | 0 – 3                                                                   | Germania                                                                | Amichevole                                                              | -                                                                       | 46’                                                                     |
| 11-11-2011                                                              | Budapest                                                                | Ungheria                                                                | 5 – 0                                                                   | Liechtenstein                                                           | Amichevole                                                              | -                                                                       | 63’                                                                     |
| 15-11-2011                                                              | Poznań                                                                  | Polonia                                                                 | 2 – 1                                                                   | Ungheria                                                                | Amichevole                                                              | -                                                                       | 45’                                                                     |
| 22-5-2014                                                               | Debrecen                                                                | Ungheria                                                                | 2 – 2                                                                   | Danimarca                                                               | Amichevole                                                              | -                                                                       | 40’                                                                     |
| 7-9-2014                                                                | Budapest                                                                | Ungheria                                                                | 1 – 2                                                                   | Irlanda del Nord                                                        | Qual. Euro 2016                                                         | -                                                                       |                                                                         |
| 11-10-2014                                                              | Bucarest                                                                | Romania                                                                 | 1 – 1                                                                   | Ungheria                                                                | Qual. Euro 2016                                                         | -                                                                       | 77’ 90+2’                                                               |
| 14-10-2014                                                              | Tórshavn                                                                | Fær Øer                                                                 | 0 – 1                                                                   | Ungheria                                                                | Qual. Euro 2016                                                         | -                                                                       | 73’                                                                     |
| 14-11-2014                                                              | Budapest                                                                | Ungheria                                                                | 1 – 0                                                                   | Finlandia                                                               | Qual. Euro 2016                                                         | -                                                                       | 35’                                                                     |
| 18-11-2014                                                              | Budapest                                                                | Ungheria                                                                | 1 – 2                                                                   | Russia                                                                  | Amichevole                                                              | -                                                                       |                                                                         |
| 29-3-2015                                                               | Budapest                                                                | Ungheria                                                                | 0 – 0                                                                   | Grecia                                                                  | Qual. Euro 2016                                                         | -                                                                       |                                                                         |
| 5-6-2015                                                                | Debrecen                                                                | Ungheria                                                                | 4 – 0                                                                   | Lituania                                                                | Amichevole                                                              | -                                                                       | 43’                                                                     |
| 13-6-2015                                                               | Helsinki                                                                | Finlandia                                                               | 0 – 1                                                                   | Ungheria                                                                | Qual. Euro 2016                                                         | -                                                                       |                                                                         |
| 4-9-2015                                                                | Budapest                                                                | Ungheria                                                                | 0 – 0                                                                   | Romania                                                                 | Qual. Euro 2016                                                         | -                                                                       | 48’                                                                     |
| 8-10-2015                                                               | Budapest                                                                | Ungheria                                                                | 2 – 1                                                                   | Fær Øer                                                                 | Qual. Euro 2016                                                         | -                                                                       | 46’                                                                     |
| Totale                                                                  |                                                                         | Presenze                                                                | 31                                                                      |                                                                         | Reti                                                                    | 1                                                                       |                                                                         |

## Palmarès

### Club

#### Competizioni nazionali
- Coppa del Belgio: 1

Genk: 2008-2009
- Campionato belga: 1

Genk: 2010-2011
- Supercoppa del Belgio: 1

Genk: 2011